# ホモ・フローレシエンシス
ホモ・フローレシエンシス（フローレス人 Homo floresiensis）は、インドネシアのフローレス島で発見された、小型のヒト属と広く考えられている絶滅種。 身長は1mあまりで、それに比例して脳も小さいが、火や精巧な石器を使っていたと考えられる。そのサイズからホビット（トールキンの作品中の小人）という愛称が付けられている。新種説に対しては、反論もある。このヒト属は、当初は12,000年前まで生存していたと考えられていたが、より幅広い研究の結果、最も近年の生存証明は、50,000年前まで押し上げられた。 2016年現在では、フローレス人の骨は10万～6万年前のもの、石器は19万～5万年前前後のものであるとみなされている。

## 発見

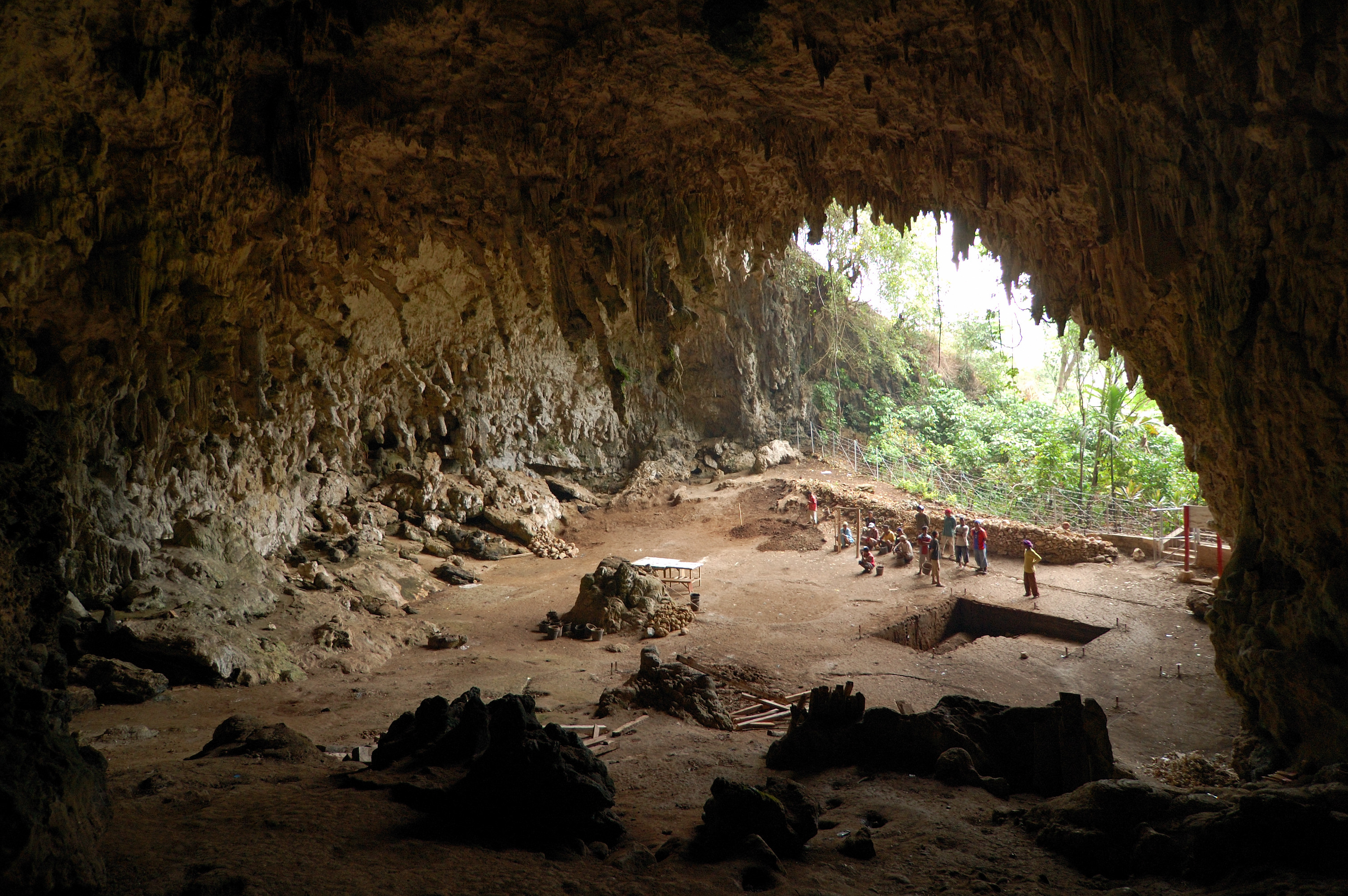
ホモ・フローレシエンシスの骨が発見された洞穴。

2003年に、オーストラリアとインドネシアの合同チームが発見し、2004年10月に公表、2005年3月にヒト属の新種であるという詳細な発表を行った。
リアンブア (Liang Bua) の石灰岩の洞窟に、当初3万8千年から1万8千年前と考えられたホモ・フローレシエンシスの骨7体と獲物と考えられる象（ステゴドン）の骨、石器などが一緒に発見された。骨は化石化しておらず、かなり脆い状態だった。当初、小さいため子供の骨と思われていたが、詳細な検討により成人の骨であることが判明した。
2005年に、既に発見されていた個体の右腕部分と新たな個体と考えられる下顎骨が発見された。その下あごの骨も他の個体と同様に小さく、小型の種であるという説を強化するものとなっている。

## 分析

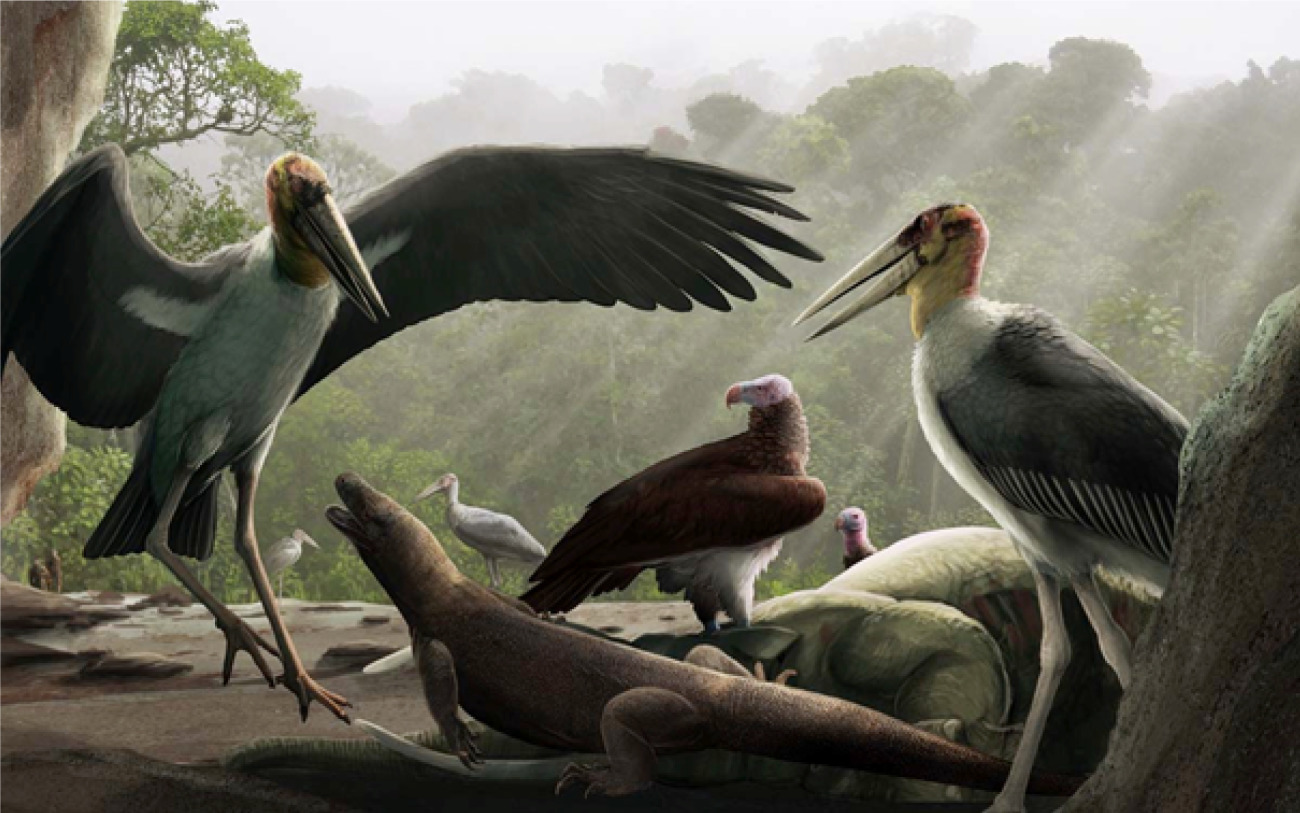
ホモ・フローレシエンシスが生息していた当時のフローレス島の想像図。コモドオオトカゲとL. robustusが見られる

孤立した島では、しばしばウサギより大型の動物の矮小化が起こる（島嶼化）。同島にはステゴドン等数種類の矮小化した動物が存在した。一方で、コモドオオトカゲや大型のハゲコウ（en:Leptoptilos robustus）のような大型の動物も知られている。
脳と体躯をつかさどる遺伝子は全く異なっており、体躯が小型化しても、脳は同一比率で小さくなるわけではないといわれている。その点からも、フローレシエンシスが新種の原人であるという点について反論がなされている。フローレシエンシスの脳容量は426ccといわれており、体重に対する脳重量の比はホモ・エレクトスと大型類人猿の間に位置する。この点について、マダガスカルの古代カバの研究により、島嶼化でより脳が小型化する可能性も指摘されている。
ホモ・フローレシエンシスは直接の祖先ホモ・エレクトス（84万年前ごろ生息）が矮小化したものと考えられているが、より原始的な祖先に起源を持つ可能性も示されており、ホモ・ハビリスから進化したという説もある。脳容量は426立方センチで、平均的なエレクトスの半分程度、大型のチンパンジーよりも小さい。高次の認知に関する部分の大きさは、現代人と変わらず、火を使った形跡や化石から考えて、かなりの知能があったと考えられている。足は第一指が他の指と平行であり、爪先が伸縮可能な点が人類と共通であるが、第一指の小ささや長くカーブしている外側の指で体重を支える点はチンパンジーに近い。土踏まずは存在せず、現代人と比べ二足歩行は苦手だったと見られている。

## 議論
発見された骨は脳の異常な小ささから、小人症やピグミーのように矮小化した、あるいはクレチン症やラロン症候群といった発育上の障害をもった、ホモ・サピエンス・サピエンスの骨だと主張する研究者も多い。これに対しニューヨーク州立大学ストーニーブルック校のウィリアム・ユンゲルスや、ロンドン自然史博物館のエレノア・ウェストン、エイドリアン・リスターなどは、新たな研究からやはり新種人類であるという説を唱えている。ペンシルベニア州立大学のロバート・エックハルは、新種人類説は以前の論文と矛盾し場当たり的だと批判している。ハーバード大学のダニエル・リーベルマンは、新種人類かを判定するにはさらなる化石が必要だと述べており、専門家の間でも評価は定まっていない。